# مارك فان دين برويك
مارك جوزيف مارغريتا فان دين برويك (الميلاد 1953 في أنتويرب في بلجيكا) هو فنان ونحات بلجيكي.

## السيرة الذاتية
ولد مارك فان دين برويك في 2 فبراير 1953 في مدينة مورتسيل في أنتويرب، ودرس في أكاديمية الفنون الجميلة في بيخيم- أنتويرب في الأعوام 1963-1965 وخلال العامين 1970-1971، فيما التحق بالمدرسة المهنية للكهرباء والميكانيك في أنتويرب. وتبعها دراسته في معهد الحرف الفنية في أنتويرب من العام 1972 حتى 1975. ويعد مارك دين برويك عضو مؤسس في المركز الثقافي «Hinterhaus (المنزل الخلفي)» الذي بدأ عمله في فايسبادن في ألمانيا عام 1978، كما ساعد في إنشاء مخابر بحث الفن عام 1990.

## العمل الفني

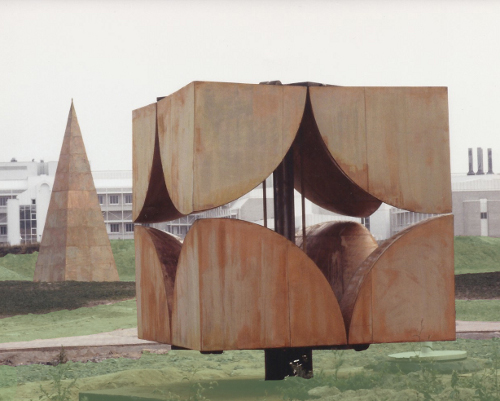
مجسم التحول القديم التكنولوجي

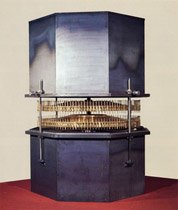
إعلان الاستقلال

ركز مارك فان دين برويك في أوائل الثمانينيات على التركيبات المكانية القائمة على ربط بين الفن والتقنية: الأشياء الطائرة المعروفة باسم «المتحولات». فيما بدأ عام 1984 بتطوير أعماله في الفن الحركي، التي بلغت ذروتها في مجسم التحول القديم التكنولوجي بين عامي 1987-1989. ويجسد هذا المجسم تعبيراً واضحاً عن المفهوم الفكري والروحي الشامل لمارك فان دين برويك، حيث يُمثَّل القسم القديم بالأشكال الهندسية الأساسية (الفضاء والمكعب والهرم) ويجسد الجانب التقني المبدأ الكامن لتشكيل هذه البنى، وتحقيق التحول في حركة هذه الأشياء.، أطلق مجسم «إعلان الاستقلال (Die Unabhängigkeitserklärung)» بين عامي 1990-1992 كتحفة فنية حركية التي تشير لنهاية عصر المادية في السنوات الأخيرة من العصر الصناعي، مستوحىً من التعاون الطويل بين الشركات الصناعية التجارية، طور مارك فان هذا المشروع باسم «تأثير الفن في الأعمال التجارية»، حيث أخذ مفهوم جوزيف بايز في «النحت الاجتماعي» وخلص إلى ربط الفن وريادة الأعمال في عملية تآزرية لتشكيل إبداعي يساهم في التطور الروحي للمجتمع من خلال الابتكار والوحي. وبقي مارك فان دين برويك يتبع هذا النهج خلال سنواته في نيويورك (1998-2008)، حيث عمل مع العديد من الشركات المعروفة.
يهتم الفنان أيضاً بتغييرات الواقع تحت تأثير الإنترنت والسؤال عن كيفية تصوير هذا في الفن، وتتضمن أعماله هنا سلسلة من اللحوات الكبيرة المجموعة تحت عنوان «ملائكة والسفراء الآخرين»، وفي ربيع عام 2010، أطلق مارك فان دين برويك تركيباً فنياً يشير إلى المنحوتات الاجتماعية مثل «حديقة البدو» وهي مجموعة معيارية يمكن تثبيتها بأي مكان وبدورها ستؤثر على التنوع الحضري بطرق مختلفة.
ومنذ أكثر من 35 عاماًَ، يعمل مارك فان دين برويك على الأعمال الفنية والتقنية لليوناردو دا فنشي، والذي قاده عام 2018 إلى نشر كتابه الفني «ليوناردو دا فنشي روح الاختراعات» والذي بحث ووثّق فيه منشأ وأصل اختراعات ليوناردو، وأطلق النسخة الإنجليزية عام 2019 ليوناردو دافنشي روح الاختراعات، بحث عن الأصول.

## المعارض
- 1974: معرض دين بيلارت، أنتويرب (بلجيكا).
- 1976: معرض الرسم الدولي للشباب، فرساي (فرنسا).
- 1977: البيت البلجيكي (القنصلية)، كولونيا (ألمانيا).
- 1977: بينالي الرسم الدولي، كليفلاند (المملكة المتحدة).
- 1977: متحف الجامعة، ماربورغ (ألمانيا).
- 1977: معرض كريستا مورينغ فايسبادن (ألمانيا).
- 1977: المركز الثقافي في فيتزلار، منزل أفيمانشيس، فيتزلار (ألمانيا).
- 1979: صالة مانيبورغ للفن، أنتويرب (بلجيكا).
- 1980: معرض ترينالي الدولي للشباب وأساتذة الرسم، نورنبيرج (ألمانيا).
- 1982: جامعة الفن، برلين (ألمانيا).
- 1983: استوديو صالة الفن، دارمشتاد (ألمانيا).
- 1983: معرض برج الجسر، ماينز (ألمانيا).
- 1984: معرض بي أم دبليو (BMW)، ميونخ (ألمانيا).
- 1984: معرض بي أم دبليو (BMW)، برلين (ألمانيا).
- 1985: معرض فنون فنانين من هيس، دارمشتاد (ألمانيا).
- 1985: أي أر إي أي (AREA)، نيويورك (الولايات المتحدة الأميركية).
- 1985: أيام الثقافة الهيسية في أرمينيا- يريفان (اتحاد الجمهوريات الاشتراكية السوفياتية).
- 1985: معرض CA، دوسلدورف (ألمانيا).
- 1986: متحف، سان سباستيان (اسبانيا).
- 1986: ماتيلدن هوي «التماثل»، دارمشتاد (ألمانيا).
- 1986: انفصال دارمشتاد الجديد، دارمشتاد (ألمانيا).
- 1987: مركز مدينة تمبلهوف «حلم الطيران»، برلين (ألمانيا).
- 1987: المعرض التجاري «الطاقة والبيئة»، ساربروكن (ألمانيا).
- 1987: المركز الفيدرالي هيس «الملائكة والكائنات السماوية الأخرى»، بون، باد سودين، هانوفر (ألمانيا).
- 1989: مطار فرانكفورت، فرانكفورت (ألمانيا).
- 1992: متحف باد هيرسفيلد، باد هيرسفيلد (ألمانيا).
- 1992: معرض برج الجسر، ماينز (ألمانيا).
- 1994: آدم الجديد، برلين، كاسل (ألمانيا).
- 1994: مركز المدينة في القبة، ويتزلار (ألمانيا).
- 1997: غرفة التجارة فورتسبورغ-شفاينفورت، فورتسبورغ (ألمانيا).
- 2000: معرض الحديد الزهر، نيويورك (الولايات المتحدة الأمريكية).
- 2003: معرض الرقم 6، بروكلين، نيويورك (الولايات المتحدة الأمريكية).
- 2006: معرض استوديو ZDF ، بروكسل (بلجيكا).
- 2011: غاليري شالسي، دارغو (ألمانيا).
- 2013: ورشة عمل التحول القديم التكنولوجي، هامبورغ (ألمانيا).
- 2015: متحف سفينة كاب سان دييغو، هامبورغ (ألمانيا).
- 2016: صالة عرض لمجسم التحول القديم التكنولوجي، هامبورغ (ألمانيا).
- 2019: تابوت الفن، فيسبادن (ألمانيا).

## الفن في الأماكن العامة
- 1987: بهو مدخل مدرسة لويز شرودر، فيسبادن (ألمانيا).
- 1988: متحف ما قبل التاريخ، دوتيرن هاوسن (ألمانيا)..
- 1988: تصميم مكتب فوير للاتصالات، فوير فيسبادن (ألمانيا).
- 1988: "A.TE.M."، التصميم الخارجي لأكاديمية مراقبة الحركة الجوية الأساسية في لانغن وفرانكفورت (ألمانيا).
- 1989: تصميم فوير لشركة M.C.S ، إلتفيل (ألمانيا).
- 1990: تصميم فوير لشركة بلوينزكي، فيسبادن (ألمانيا).
- 1990: "ATEMSTERN"، تصميم منحوت خارجي الفناء لصالح معهد ائتمان إعادة الإعمار، فرانكفورت (ألمانيا).
- 1990: "Implant"، مشروع فني لمسرع دوراني تزامني إلكتروني، هامبورغ، فرانكفورت (ألمانيا).
- 1990: تصميم غرفة اجتماعات القاضي راتهاوس، فيسبادن (ألمانيا).
- 1993: تصميم وتنفيذ فوير، فيسبادن (ألمانيا).
- 1994: النصب التذكاري للهولوكوست، نوردنشتات التذكاري، فيسبادن-نوردنشتات (ألمانيا).[3]
- 1995: تصميم كريدي سويس، ميسيتورم، فرانكفورت (ألمانيا).
- 1995: تصميم شكل طائر، مطار زيورخ (سويسرا).

## المجموعات الفنية
تعرض أعمال مارك فان دين بروك في المجموعات التالية: 

مدينة ماينتسو مدينة فيسبادن ومدينة فتسلار وبنك الائتمان لإعادة الإعمار (Kreditanstalt für Wiederaufbau) وفرانكفورت وكريدي سويس ومطار زيورخ الدولي.

## الجوائز
- 1994-1995 جائزة التصميم المؤسسي الألماني.
- 2001 جائزة معرض التصميم مونسانتو.
- 2001 جائزة تصميم المعرض AVAYA (AT&T).
- 2004 جائزة جمعية المصممين الصناعيين للتميز الأمريكي - الفضية؛ IDEA للحديقة النباتية كليفلاند
- 2017 الفائز بجائزة ريمي 2017، مهرجان العالم 50 هيوستن، مهرجان الأفلام الدولي، هيوستن / تكساس.
- 2017 الفائز لعام 2017، أفضل فيلم قصير تجريبي، فيلم قصير إلى النقطة، مهرجان الأفلام في بوخارست (رومانيا).
- 2017 الفائز لعام 2017، مهرجان ليفربول المستقل للأفلام، ليفربول (المملكة المتحدة).
- 2018 الفائز بالجائزة الذهبية، جوائز الأفلام المستقلة الدولية، إنسينو، لوس أنجلوس (الولايات المتحدة).

## روابط خارجية
- نصوص عن مارك فان دين برويك في فهرس مكتبة ألمانيا الوطنية